# Distrito de Kishuará
El distrito de Kishuará (históricamente llamado Quishuará) es uno de los 19 que conforman la provincia de Andahuaylas, ubicada en el departamento de Apurímac en el Sur del Perú.
Desde el punto de vista jerárquico de la Iglesia católica forma parte de la Diócesis de Abancay la cual, a su vez, pertenece a la Arquidiócesis de Cusco.

## Historia
El distrito fue creado por Ley N° 9910 del 19 de enero de 1944, en el primer gobierno de Manuel Prado Ugarteche...

## Población
Según el censo de 2007, cuenta con 8 033 habitantes.

## Capital
Su capital es el poblado de Kishuara.

## Superficie
El distrito tiene un área de 309,91 km².

## Autoridades

### Municipales
- 2011-2014[3]
  - Alcalde: Claudio Carrasco Leguía, del Partido Aprista Peruano (APRA).
  - Regidores: Leoncio Pichihua Quito (APRA), Cirilo Rojas Yuto (APRA), Cesario Ccorahua Zúñiga (APRA), Margarita Andia Ochoa (APRA), Marcelino Quispe Huamaní (Kallpa).
- 2007-2010
  - Alcalde: Rubén Moisés Hurtado Vera.

## Festividades
- Septiembre 29: San Miguel.

## Atractivos turísticos
Es un bello Distrito que cuenta con 9,000 habitantes en toda su jurisdicción, su economía está basada en la agricultura y ganadería y tienen gran perspectiva para los negocios de artesanía con telares propios de la zona.
Turísticamente en esta bella ciudad encontramos los hornos de fundición de metales en una cantidad de 1,500 hornos lo que convierte a Kishuará y los restos Incas de Curamba en el primer centro metalúrgico del Perú.
Kishuará es un distrito que promete ser grande y ser parte del circuito turístico nacional.
Su Alcalde Claudio Carrasco se compromete hacer de su visita una visita inolvidable.